# Гаель Вейсьєр
Гаель Вейсьєр (фр. Gaël Veyssière) (16 квітня 1972) — французький дипломат. Надзвичайний і Повноважний Посол Франції в Україні (з 2023).

## Життєпис
Народився 16 квітня 1972 року. Отримав диплом Вищої школи економічних і комерційних наук (ESSEC), відділу державної служби Паризького інституту політичних досліджень, і має ступінь з історії Паризького IV університету.
З 1997 року на дипломатичній роботі в Міністерстві закордонних справ Франції та двічі працював у Постійному представництві Франції при ЄС, де він був прес-секретарем, керівником прес-служби та керівником відділу зовнішніх зв'язків Європейського Союзу в міністерстві.
Крім того, він також був технічним радником офісу прем'єр-міністра Жана-П'єра Раффарен, до його компетенції входили питання відносин з країнами Європейського Союзу, Балканами та Східною Європою, керівником проектів генерального директора з питань політики безпеки, а також радником з переговорів у Постійному представництві Франції при ООН у Нью-Йорку. Гаель Вейсьєр також обіймав посаду заступника прес-директора Quai d'Orsay.
З 2017 по 2019 рр. — виконував функції директора кабінету пані Маріель де Сарнез і Наталі Луазо, міністрів з європейських справ, і пані Амелі де Моншален, державного секретаря у справах Європи.
З 2019 по 2023 рр. — Надзвичайний і Повноважний Посол Франції у Хорватії.
З 2023 року — Надзвичайний і Повноважний Посол Франції в Україні.
21 серпня 2023 року — вручив копії вірчих грамот заступнику Міністра закордонних справ України Євгену Перебийносу
27 вересня 2023 року — вручив вірчі грамоти Президенту України Володимиру Зеленському